# Stade Charles-Ehrmann
Das Stade Charles-Ehrmann ist ein Fußballstadion mit Leichtathletikanlage in der französischen Hafenstadt Nizza, an der Côte d’Azur, im Département Alpes-Maritimes. Es ist im Sportkomplex des Sportparks Charles-Ehrmann (früher: Parc des sports de l’Ouest) gelegen. Das Stadion bietet Platz für 8.000 Zuschauer, kann aber in Kombination mit dem 2001 eröffneten Palais Nikaia Platz für über 50.000 Besucher schaffen. Der Leichtathletikclub Nice Côte d’Azur athlétisme und die zweite Mannschaft des Fußballvereins OGC Nizza nutzen die Sportstätte. Auf der Anlage finden auch Konzerte statt.

## Geschichte
In den 1960ern stellte man in Nizza fest, dass die Infrastruktur an Sporteinrichtungen defizitär ist und plante ein großes Sportzentrum mit Leichtathletikstadion, mit dessen Bau 1970 begonnen wurde. Da der Politiker Charles Ehrmann auf die Umsetzung von Normen für Leichtathletikveranstaltungen beim Bau der Anlage gedrungen hatte, fanden gleich nach Fertigstellung am 4. August 1973 zahlreiche internationale Wettkämpfe statt.

## Konzerte
US-Popstar Madonna trat insgesamt viermal in dem Stadion auf. Darunter während ihrer ersten Welt-Tournee Who’s That Girl World Tour, Blond Ambition World Tour, ihrer Sticky & Sweet Tour und der MDNA Tour 2012. 1990, während der Blond Ambition World Tour, wurde hier sogar eine DVD gefilmt. Die Band U2 spielte zweimal in dem Stadion mit je mehr als 55.000 Besuchern. Beim U2-Konzert am 15. Juli 2009 waren es 55.641 Besucher (letztbekannter Rekord). Michael Jackson gab hier zwei Konzerte. Das erste Mal während der Bad World Tour 1988 und während der HIStory World Tour 1997. Céline Dion spielte hier für ein Konzert während der Taking Chances Tour 2008 und auch Coldplay waren hier für ein Konzert im Jahr 2012.